# Simon Episcopius
Simon Episcopius (Amsterdam, 8 gennaio 1583 – Amsterdam, 4 aprile 1643) è stato un teologo olandese ed un Rimostrante che ebbe un ruolo significativo nel Sinodo di Dordrecht del 1618.
Il nome era la latinizzazione del suo nome olandese Simon Bischop.

## Biografia
Nato ad Amsterdam nel 1583, a sedici anni si iscrisse all'Università di Leida dove studiò teologia sotto la guida di Jacob Arminio, di cui divenne seguace. Nel 1610, l'anno in cui gli Arminiani presentarono la famosa Rimostranza agli Stati d'Olanda, Episcopius iniziò ad esercitare come pastore a Bleyswick, un piccolo villaggio nei pressi di Rotterdam; l'anno seguente sostenne la causa dei Rimostranti nella conferenza tenuta a L'Aia.
Nel 1612, Episcopius succedette a Franz Gomarus come professore di teologia a Leida, una nomina che suscitò dura avversità fra i Calvinisti e, a causa dell'influenza che Episcopius esercitò nella diffusione delle idee arminiane, portò alla convocazione del Sinodo di Dordrecht nel 1618.
Episcopio venne scelto quale portavoce fra i tredici Rimostranti dinanzi al sinodo, ma gli venne negata una udienza per la quale non aveva presentato al Sinodo il relativo ordine di discussione – il che avrebbe significato per lui la prima stesura delle argomentazioni a favore delle opinioni dei Rimostranti. Nel 1619 al termine dei lavori del Sinodo, Episcopio e gli altri dodici delegati Arminiani vennero destituiti dai loro incarichi ed espulsi dal paese.
Episcopio in un primo momento si ritirò ad Anversa per poi trasferirsi in Francia, dove visse per un certo periodo a Parigi e per un altro a Rouen. Dedicò gran parte del suo tempo a compilare scritti a sostegno della causa Arminiana. Dopo la morte (1625) di Maurizio di Nassau, principe di Orange, la violenza della polemica Arminiana cominciò a scemare e Episcopius ottenne il permesso nel 1626 di rientrare in patria. Fu nominato predicatore nella chiesa Rimostrante di Rotterdam e successivamente diresse il seminario dei Rimostranti ad Amsterdam fino alla fine dei suoi giorni.
Episcopius può essere considerato in gran parte quale fondatore della teologia Arminiana, dal momento che sviluppò e organizzò in modo sistematico i principi che Arminio aveva enunciato in modo provvisorio. Oltre a contestare tutti i punti essenziali del Calvinismo, Episcopio in modo particolare criticò la tendenza dei Calvinisti a porre l'accento sull'astratto dogma e sostenne che il Cristianesimo era in se stesso più pratico che teorico – quindi una forza morale non derivante da un sistema di credenze intellettuali e una ortodossia non implicante necessariamente la conoscenza e l'adesione ad un sistema dottrinale che includa l'intera gamma delle verità cristiane, bensì solo la conoscenza e l'accettazione di quel tanto del Cristianesimo necessario per realizzare un effettivo cambiamento nel cuore e nella vita.

## Opere
Le principali opere di Episcopio sono Confessio declaratio sententiae pastorum gui in foederato Belgio Remonstrantes vocantur super praecipuis artscuf is religionis Christianae (1621), Apologia per confessione (1629), Verus theologus remonstrans, Institutiones theologicae.
Una biografia di Episcopius è stata scritta da Philipp van Limborch, un'altra è stata compilata da Étienne de Courcelles (Curcellaeus) (1586-1659) che succedette a Episcopius nella direzione del seminario dei Rimostranti.